# Посёлок дома отдыха «Озёра»
Посёлок до́ма отдыха «Озёра» — населённый пункт в Одинцовском городском округе Московской области России. Расположен в 26 км к западу от центра Москвы, в 3 км к юго-западу от центра города Одинцово. Посёлок непосредственно примыкает к границе города Одинцово. Автобусный маршрут соединяет посёлок с центром Одинцова, а также с районом Внуково города Москвы.

## История
До 1917 года на месте посёлка была дача купцов Карзинкиных. Затем там был организован дом отдыха для сотрудников НКВД. Дача располагалась на берегу крупного озера, которое существовало ещё в середине XIX века.
С началом Великой Отечественной войны дом отдыха стал использоваться для подготовки разведчиков и партизан, которых забрасывали в тыл противника. Его называли спецобъектом № 35/В (также № 30/В) «Озёра». С 1944 года по 1946 год на этом объекте содержался пленный немецкий фельдмаршал Фридрих Паулюс.
Затем на месте дачи НКВД был образован ведомственный дом отдыха ЦК КПСС, при котором образовался небольшой посёлок. В 2000-е годы территорию занял элитный коттеджный посёлок «Довиль».
С 1994 до 2005 года посёлок входил в Юдинский сельский округ, с 2005 до 2019 года — в состав городского поселения Одинцово.

## Население
| 2002 | 2006 | 2010 |
| ---- | ---- | ---- |
| 193  | →193 | ↗228 |